# Dobrești (okręg Temesz)
Dobrești – wieś w Rumunii, w okręgu Temesz, w gminie Bara. W 2011 roku liczyła 62 mieszkańców.